# Gentile di Puglia
Gentile di Puglia là một giống cừu bản địa ở miền nam nước Ý. Nó bắt nguồn từ Tavoliere di Foggia, một đồng bằng lớn ở phần phía bắc của Puglia, và được chăn nuôi chủ yếu ở khu vực đó; một số ít được tìm thấy ở các vùng lân cận. Giống cừu Gentile di Puglia đôi khi được gọi là merinos d'Italia, hoặc merino Ý.

## Lịch sử
Giống cừu Gentile di Puglia xuất phát từ những con cừu địa phương lai tạo với loài Merino từ Tây Ban Nha, đầu tiên là Alfonso V của Aragon vào thế kỷ 15, và sau đó, nhiều lần bởi các vị vua Bourbon ở Napoli, những người có nhiều khu đất gần Foggia. Vào thế kỷ thứ mười chín, sau khi thống nhất nước Ý, giống này đã lai tạo với loài Rambouillet và động vật Merinolandschaf của Đức, với mục đích nâng cao hơn nữa chất lượng len.
Sự sụp đổ của việc buôn bán len vào thế kỷ XX đã gây ra sự sụt giảm mạnh về số lượng giống này. Nhiều nỗ lực bừa bãi đã được thực hiện để cải thiện sản lượng thịt bằng cách lai tạo với các loại khác, một số trong số chúng được nhập khẩu. Trong những năm 1980, một nghiên cứu của 10.000 con cừu thấy rằng chỉ có 13% là giống thuần chủng. Kết quả là, một chương trình lai tạo và chọn lọc được kiểm soát đã được bắt đầu, dẫn đến việc tạo ra giống Trimeticcia di Segezia.
Giống Gentile di Puglia là một trong mười bảy giống cừu Ý tự phát triển, trong đó một cuốn cẩm nang phả hệ được lưu giữ bởi Associazione Nazionale della Pastorizia, hiệp hội chăn nuôi cừu quốc gia Ý. Cuốn sách này được thành lập vào năm 1971. Năm 1983, tổng số con được ước tính là 500.000, trong đó 31.700 con được đăng ký trong sổ sách, vào năm 2013 con số cá thể được ghi trong sổ sách là 3532.